# Cristal

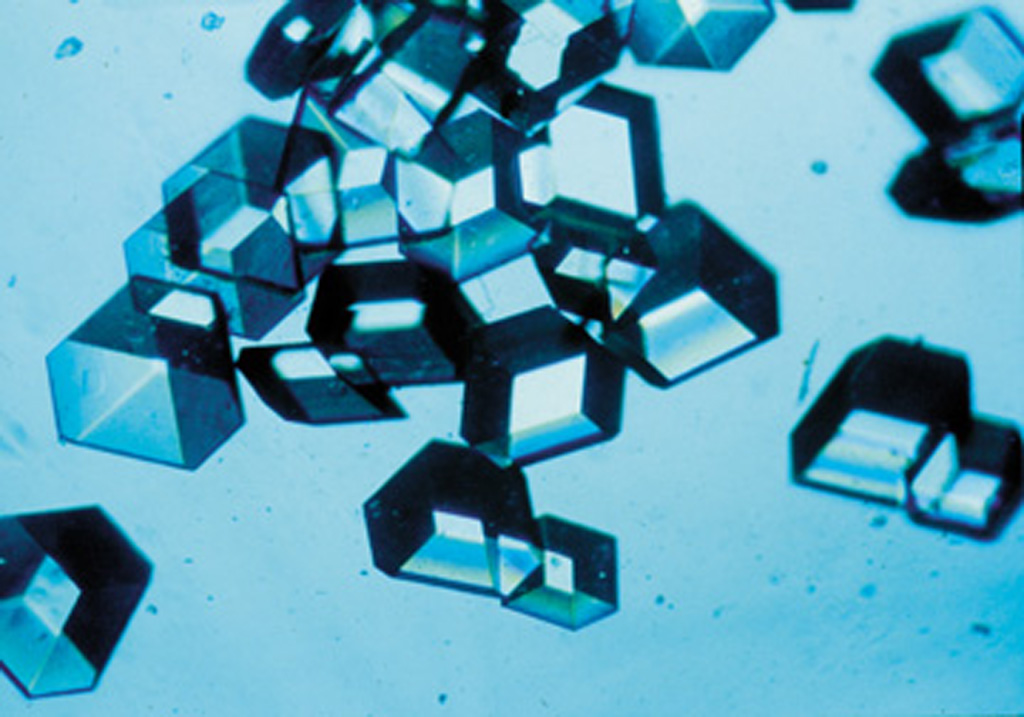
Cristais de insulina obtidos por cristalização no Espaço exterior (em condições de microgravidade).

Um cristal é um sólido no qual os constituintes, sejam eles átomos, moléculas ou íons, estão organizados num padrão tridimensional bem definido, que se repete no espaço, formando uma estrutura com uma geometria específica. 
Em química e mineralogia, um cristal é uma forma da matéria na qual as partículas constituintes estão agregadas regularmente, criando uma estrutura cristalina que se manifesta macroscopicamente por assumir a forma externa de um sólido de faces planas regularmente arranjadas, em geral com elevado grau de simetria tridimensional.
Cristal deriva da palavra em grego clássico: κρύσταλλος (krustallos) que quer dizer ao mesmo tempo "gelo" e "quartzo".

## Cristais e vidros
Embora o  termo cristal tenha um significado preciso no âmbito da ciência dos materiais e da física do estado sólido, em linguagem coloquial o termo é utilizado de forma muito abrangente para designar objectos sólidos que apresentam características de brilho e forma bem marcados, em geral associados a formas geométricas simples. Se alguns são cristais, como o gelo, a neve e o sal de cozinha, outros são na realidade vítreos, isto é são compostos por materiais cujos átomos não apresentam qualquer ordenação especifica.
Apesar de em geral o arrefecimento de uma substância conduzir à formação de cristais (isto é à cristalização), tal não é uma verdade universal. Misturas de substâncias muito heterogéneas raramente cristalizam e em alguns casos o arrefecimento pode ser tão rápido que as moléculas ou átomos perdem mobilidade antes de poderem atingir a posição correcta na malha cristalina. Um material não cristalino, como o vulgar vidro, não apresenta ordenação espacial dos seus átomos ou moléculas ao longo de distâncias consideráveis, face ao raio desses átomos ou moléculas, pelo que é denominado amorfo ou vítreo. Estes materiais são em geral denominados sólidos amorfos, sendo um exemplo geológico conhecido a obsidiana.
Na linguagem corrente e no comércio, a palavra cristal é utilizada para designar vidros de elevada transparência e qualidade, genericamente comercializados como cristais. Estes cristais de vidro não são mais do que vidro com um elevado teor de óxido de chumbo, os quais, como vidros que são, não têm estrutura cristalina, já que neles os átomos não apresentam qualquer forma de arranjo regular. Tais vidros, apesar de denominados cristais, não podem de forma alguma ser considerados um cristal no sentido utilizado no presente texto.

## Estrutura e formação dos cristais

Célula unitária da estrutura de um cristal de sal (NaCl). Note-se a ordenação dos átomos.

Num cristal a posição de cada um dos átomos, moléculas ou íons que o constituem, que para economia discursiva passaremos a designar (de forma menos correta) por partículas, é determinada pelas posições ocupadas já existentes. Assim, no momento de cristalização, a partícula forma com as suas vizinhas um conjunto de ligações químicas (de qualquer tipo, indo das iônicas às ligações fracas) que determina a posição espacial que tenderá a ocupar.
Em resultado desse processo, forma-se uma estrutura tridimensional, mantida de forma mais ou menos rígida pelas ligações entre partículas, que se vai progressivamente propagando no espaço, formado assim um sólido que tenderá, pela expressão macroscópica desta ordenação interna, a ter uma forte tendência para a simetria. São esses os sólidos a que chamamos cristais.
As estruturas cristalinas ocorrem em todos os tipos de materiais com todo o tipo de ligações intermoleculares e interatómicas.
Quase todas as ligações metálicas por nuvem de elétrons coexistem com um estado poli cristalino, já que os metais em estado amorfo ou mono cristalino raramente existem na natureza. A generalidade dos sais cristaliza, já que as ligações iônicas, formadas a partir da condensação de soluções, ou da solidificação de sais em fusão, formam malhas cristalinas muito estáveis. Daí que quase todos os sais em estado sólido sejam cristais. As ligações covalentes também são muito comuns em cristais, em particular em cristais orgânicos (como os açúcares e as proteínas puras). Outro exemplo de cristais com ligações covalentes são o diamante e o grafite. Os polímeros em geral apresentam regiões cristalinas, mas o comprimento das cadeias dificulta a cristalização total. Para além as ligações atrás referidas, as forças de van der Waals assumem um importante papel na formação dos cristais, controlando a aproximação das moléculas e mantendo-as nos seus mínimos energéticos.
Em geral, os cristais formam-se a partir de substâncias fluidas à medida que estas vão sofrendo solidificação ou precipitação (caso se trate de uma solução). A forma mais comum de cristalização consiste na existência de uma solução, a partir da qual o material que forma o cristal vai precipitando e, no processo, cada átomo ou molécula vai assumindo uma posição que é determinada pelos átomos ou moléculas vizinhas.

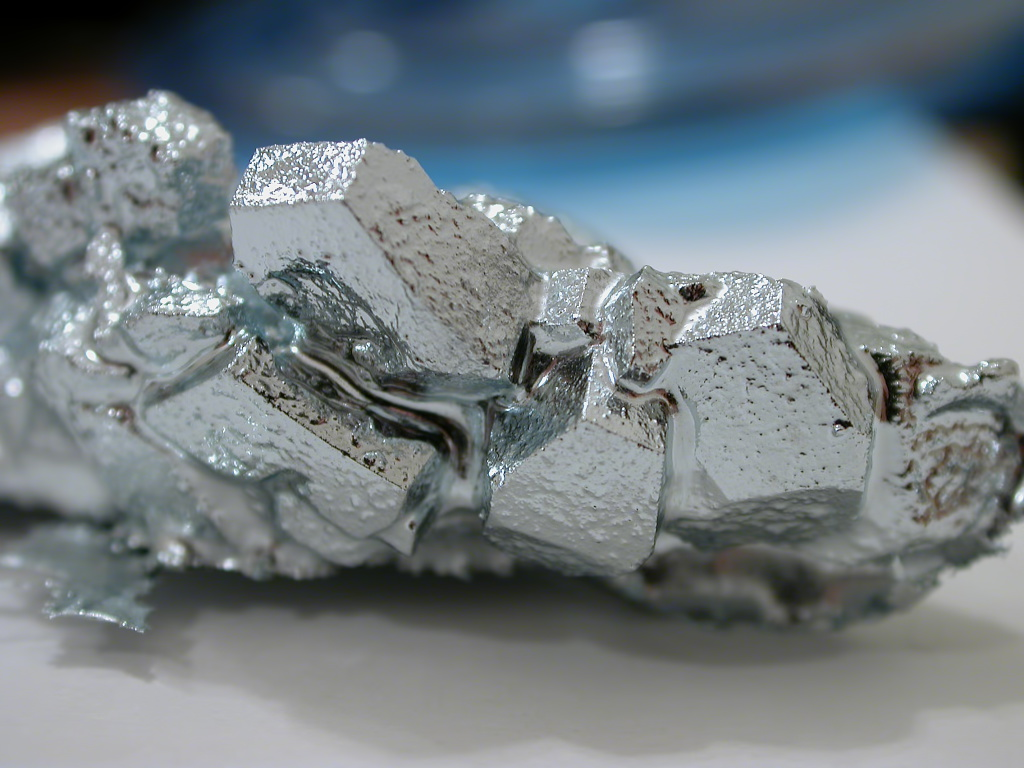
O Gálio é um metal que forma grandes cristais.

A arrumação das partículas, e a sua persistência no lugar que ocupam na malha cristalina, é determinada pelo existência de um mínimo energético nessa posição, correspondente à otimização das ligações formadas entre as partículas.
Um exemplo típico deste  processo é a formação de gelo: quando o movimento browniano induzido pelo calor é suficientemente pequeno para permitir que as moléculas de água se liguem de forma estável (em água pura aos 0º C), as ligações entre as zonas de polarização elétrica positiva e negativa das moléculas são imobilizadas por ligações de van der Waals (assim denominadas em homenagem a Johannes Diderik van der Waals), as quais as mantêm em posição. Em resultado, as moléculas da água vão sendo progressivamente presas na estrutura, formando-se o gelo. Devido à formação desta rede, e à redução de entropia que corresponde à ordenação das moléculas, o gelo tem uma energia interna inferior à da água, daí que seja necessário fornecer um calor de fusão (igual àquele que ele liberta quando solidifica) para o transformar novamente em água. 

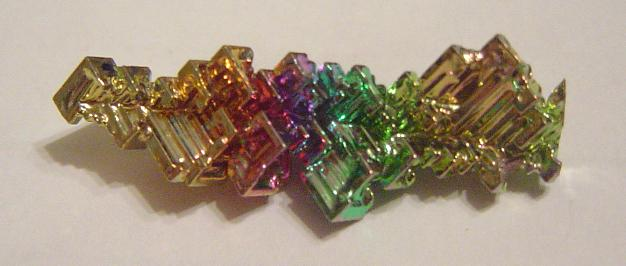
Um cristal policromo de Bismuto.

É este calor de fusão que explica a estabilidade dos cristais e a tendência das substâncias puras, quando arrefecem, para assumir a forma cristalina (com elevada ordenação espacial).
Os materiais que quando solidificam não libertam um calor de fusão, como acontece com a solidificação de um vidro, apesar de em geral serem considerados sólidos, são, do ponto de vista termodinâmico, líquidos com viscosidade quase infinita, já que as suas partículas não atingiram um estado de mínimo energético.
Outra forma comum de cristalização, e a mais frequente em geologia, já que está presente nos magmas e nas soluções hidrotermais, é a precipitação a partir de uma solução. Um exemplo comum é o que acontece com as soluções sobressaturadas de sal comum (cloreto de sódio): quando a quantidade de sal em solução excede a que pode ser mantida àquela temperatura, os iões de Sódio e Cloro começam a agregar-se de forma estruturada (em geral em torno de impurezas ou de um cristal semente), crescendo rapidamente por remoção de sal da solução. O mesmo acontece com a formação dos cristais no magma: a partir do material fundido vão sendo precipitados cristais que crescem por agregação dos átomos que os constituem.
Embora menos comum, mas de forma alguma rara, é a formação de cristais a partir de um gás ou mistura gasosa. O exemplo mais comum é o crescimento dos cristais de neve na atmosfera por ressublimação, ou sublimação regressiva, ao ocorrer a passagem de vapor de água (um gás) directamente para sólido. O mesmo acontece com a formação de cristais de enxofre nas sulfataras e de outros cristais em torno das fumarolas.
Em condições ideais, o resultado dos processos de cristalização seria a formação de um único cristal, no qual todos os átomos (ou moléculas) encontrassem o seu lugar numa malha cristalina comum. Na realidade, porque o processo se inicia em múltiplos lugares e é instável no seu desenvolvimento, forma-se em geral uma miríade de cristais que se vão fundindo (com as óbvias imperfeições daí resultantes), à medida que as suas superfícies de crescimento se interceptam. Os sólidos policristalinos assim formados, apesar de localmente manterem a simetria imposta pela malha cristalina, assumem formas complexas onde a simetria geral pode não ser imediatamente perceptível ou mesmo não existir.
Através de processos de deposição controlada, é possível crescer grandes monocristais, como por exemplo os necessários para aplicações fotoeléctricas. Devido às suas especiais propriedade (e beleza) são também criados cristais geminados, resultado de um crescimento simétrico em torno de um eixo predefinido.

## Forma dos cristais
Na natureza encontram-se cristais de formas muito diversificadas, dependentes da forma de arranjo das cargas eléctricas nos átomos ou moléculas que formam o cristal e das condições em que a cristalização se deu por exemplo a água, pode assumir múltiplas formas cristalinas em função da forma como o cristal se formou: a neve e um cubo de gelo são formas completamente distintas de cristais de água, com estrutura diferenciada em função das condições de cristalização.
Pelas razões atrás apontadas, a forma dos cristais depende não só das características do material de que o cristal é formado mas também das condições de formação (um caso extremo é o Carbono: a altas pressões e temperaturas forma o diamante, a altas temperaturas e baixas pressões forma grafite, substâncias que á primeira vista nada têm em comum).

## Propriedades dos cristais

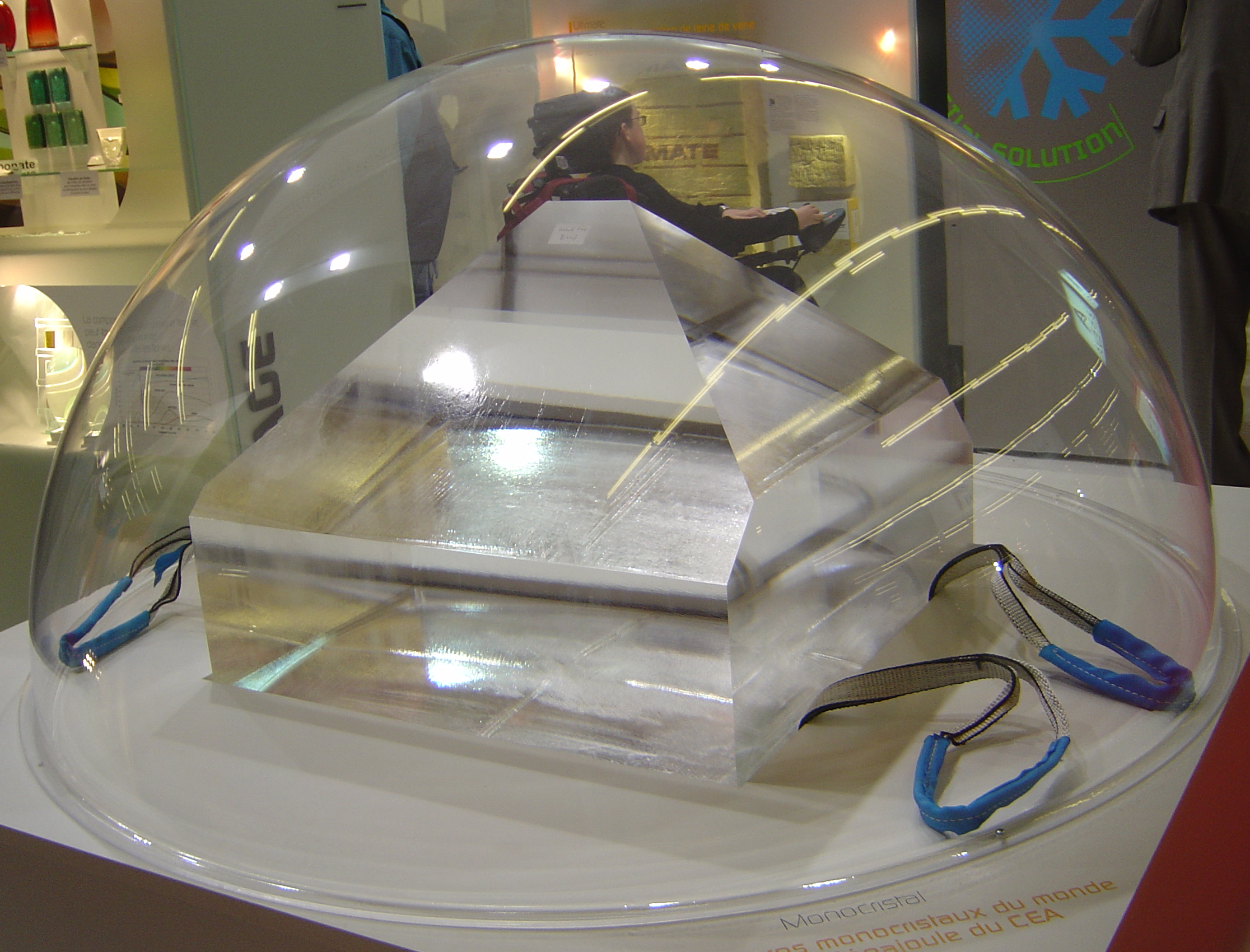
Um monocristal artificial de grandes dimensões crescido por Saint-Gobain para o laser de de alta potência do Commissariat à l'Énergie Atomique.

Os cristais apresentam propriedade ópticas e eléctricas específicas distintas das de quaisquer outros sólidos ou fluidos, o que os torna extremamente úteis em aplicações electro-ópticas e electrónicas, as quais dependem da sua estrutura, do tipo de ligações e das impurezas e defeitos na malha cristalina de que eventualmente padeçam.
A maior parte dos materiais apresenta defeitos na sua malha cristalina, em geral resultantes da presenças de átomos ou moléculas de outras substâncias ou de defeitos no posicionamento da malha durante a cristalização. Estes defeitos conferem características particulares aos cristais, estando na base de muitas tecnologias. São defeitos na malha cristalina do Silício, induzidas, por exemplo, pela presença átomos de Germânio ou Gálio, que permitem o aparecimento de semicondutores, a base da actual tecnologia electrónica.
Os efeitos mais conhecidos da estrutura cristalina são os piezoeléctricos, que estão na base, entre outras coisas, dos relógios de quartzo e das balanças electrónicas, os ferroeléctricos, utilizados em detectores diversos, o efeito piroeléctrico, usado em detectores de calor, termómetros e detectores de intrusão, e, acima de tudo, a formação de semicondutores, os quais estão na base de toda a electrónica dos transístores e díodos aos computadores.
Outras propriedades dos cristais estão a levar à utilização tecnológica da supercondutividade a altas temperaturas e a crescentes desenvolvimentos no campo da física da matéria condensada que poderão abrir novas áreas tecnológicas.
O comportamento óptico dos cristais está na base do laser, do maser, das câmeras fotográficas e de filmar digitais, dos díodos emissores de luz (LED’s) e de todos os desenvolvimentos em matéria de fotoelectrónica que estão a revolucionar o mundo tecnológico.
O pleocroísmo exibido por muitos cristais abre novas perspectivas em termos de óptica e da sua utilização em técnicas analíticas.

## Cristalografia
A cristalografia é o ramo da ciência que estuda as propriedades dos cristais, a sua formação e interacção com os factores físicos e químicos, incluindo os ambientais. O nascimento da cristalografia moderna está associado a dois experimentos cruciais realizados no início do século XX: a descoberta da difração de raios X por Max von Laue em 1912 e a demonstração feita no ano seguinte por William Lawrence Bragg e William Henry Bragg de que esse fenômeno pode ser usado para determinar a posição dos átomos em um cristal. Para celebrar esses eventos, a União Internacional de Cristalografia propôs que 2014 fosse declarado o Ano Internacional da Cristalografia. Por essas descobertas, o prêmio Nobel de Física foi atribuído a von Laue em 1914 e a W. L. Bragg e W. H. Bragg no ano seguinte.
Os cristais, devido às simetrias geradas pela repetição espacial da sua estrutura atómica, assumem formas geométricas bem definidas que estão na base da sua classificação: em função do número de cadeias, dos eixos de simetria e do número e características morfológicas das faces, são agrupados em sistemas de classificação que servem para identificá-los.

## Dimensões
Habitualmente com alguns centímetros de comprimento, foram encontrados cristais com mais de 10 m na Caverna dos Cristais na mina de Naica, no México.